# 스완지닷컴 스타디움
스완지닷컴 스타디움(영어: Swansea.com Stadium, 웨일스어: Stadiwm Swansea.com)은 웨일스 스완지에 위치한 축구 경기장이다. 수용 인원은 20,532명으로, 웨일스에서 밀레니엄 스타디움와 카디프 시티 스타디움 다음으로 큰 경기장이다. 축구 팀 스완지 시티와 럭비 팀 오프레이스가 홈 구장으로 사용하고 있다. 2011-12 시즌 스완지 시티가 프리미어리그에 참가함에 따라, 스완지닷컴 스타디움은 웨일스에 위치한 프리미어리그 최초의 구장이 되었다.